# Янгільдіно (Чебоксарський район)
Янгі́льдіно (рос. Янгильдино, чув. Кармаш) — село у складі Чебоксарського району Чувашії, Росія. Входить до складу Кшауського сільського поселення.
Населення — 636 осіб (2010; 547 у 2002).
Національний склад:
- чуваші — 99 %